# 루이스 베이커
루이스 레너드 베이커(Lewis Renard Baker , 1995년 4월 25일, 루턴 ~)는 잉글랜드의 축구 선수로, 현재 잉글랜드 EFL 챔피언십의 블랙번 로버스 소속이다.